# 国鉄DD12形ディーゼル機関車

昭和埠頭で運用される名鉄DED8500形8589

DD12形ディーゼル機関車（DD12がたディーゼルきかんしゃ）は、かつて日本国有鉄道（国鉄）が保有していたディーゼル機関車である。
太平洋戦争中に製造され、終戦後に日本に進駐したアメリカ軍が持ちこんだ機関車で、当初国鉄に貸し出され、後に譲渡された。いわゆるアメロコと呼ばれるものである。電気式の中央運転台形機関車である。

## 導入の経緯
1945年（昭和20年）の終戦に至る過程で、日本にはアメリカ軍を中心とする連合国軍が進駐することが事前に予定された。進駐軍側は、日本の鉄道車両は戦争末期の空襲などの影響で運行不能の壊滅状態になっていると予想し、日本国内における軍事輸送を行うためには、自前で機関車や貨車を調達しておいた方が良いと考えた。
そのため進駐軍は、その第一陣としてアメリカの産業用鉄道などで使用されていたゼネラル・エレクトリック (GE) 社製の標準軌用のディーゼル機関車を狭軌仕様にしてフィリピンの軍用鉄道で既に使っていた車両（GE47-TON DROP CAB, No.8584 - 8589）及びそれに準じた新造の同型機（GE47-TON DROP CAB，No.8592,8593）を日本に移送することとした。形式はUS ARMY8500である。
しかし、いざ連合国軍が進駐してみると、日本国内の鉄道網は曲がりなりにも既存システムを維持して稼動できていることが確認されたため、鉄道による進駐軍向け輸送は、国鉄・私鉄が保有する状態の良い車両を徴用し、優先的に整備・運行させることで間に合わせることとなった。
こうして日本への車両移入は、このUS ARMY8500形機関車8両だけで終わったが、この機関車はそれ以前に日本で少数使用された各種のディーゼル機関車と比較すると、性能や信頼性で格段に勝っており、戦後の日本におけるディーゼル機関車普及の端緒となった。

## 構造
中央部に運転室を配し、運転室の前後にエンジンを1基ずつ置いた凸型車体である。後に日本国内で製造されたDD11形、DD13形、DD51形に比べ、本形式はボンネットが高く、排気筒（排気管キセ）が短いのが特徴である。このようなスタイルはアメリカのディーゼル機関車では珍しくない。
動力伝達機構は電気式で、発電機はゼネラル・エレクトリック製GT555型、主電動機は同じくゼネラル・エレクトリック製GE733型4基、車体はゼネラル・エレクトリック製、エンジンはキャタピラー製のD17000型（180仏馬力 (130 kW)）エンジン2基を搭載する。軸配置はB+B。外部色は茶色に塗装されていたが、国鉄では後にディーゼル機関車標準色（灰・白・朱）に塗り替えた。
入換用が主であるため低速ではあったが、軍用車両らしく堅牢で故障しにくく、アメリカ軍の各種車両と多くの互換部品を使用していることから、極めて整備しやすいことが特長の実用的な機関車であった。制御機器の取り扱いも簡易で「素人の兵士でも、短期の訓練で運転できる機関車」と言われるほどであった。ただし、台車が小型で、モーターが低い位置に搭載されていたため、激しい雨天時などにはモーターの冠水による故障が起きやすかったという。

## 運用
1946年4月横浜港高島桟橋にDL13両分の機材が到着し、同年5月大宮工場にて8両を組み立てた。（残り5両についてのその後は不明）
当初配置は高島機関区（後の横浜機関区であり、東横浜に機関区が存在したことはない）、その後一部が鷹取機関区、呉機関区に転属し、いずれも国鉄職員の乗務により進駐軍用貨車の入換に使用され、サンフランシスコ平和条約が1951年（昭和26年）に結ばれた後もそのまま使用された。
DD12形は、かつて横浜線 淵野辺駅にあった貨物操車場の入れ替え機関車としても使用されていた。本機は相模米軍補給廠の入れ替え用に最後まで米軍籍で残った1両である。
1952年3月末付けにて米軍機としての取扱廃止、名義を借入とする。
1955年8月1日現在の国鉄機関車配置表上では、東京機関区配属としてDE8584/DE8585/DE8586/DE8588/DE8593/DE8592*（*これのみ広島第二機関区呉支区貸渡）という記述があるが、国鉄の正式な所有になったのは翌年という記録もあり、運用上の所属のみだったかどうかは定かではない。
1956年、アメリカ軍はこれら8両の機関車を国鉄に5両（8585/8586/8588/8592/8593）、名古屋鉄道に2両（8584/8589）、八幡製鐵に1両（8587）それぞれ払い下げることにした。当時、まだ日本のディーゼル機関車製造技術は確立しておらず、性能の悪いものが多かったため、主に在日米軍向けの輸送を蒸気機関車から置き換えるべく、このような措置を行ったものとされる。この時、国鉄ではDD12形、名鉄ではDED8500形と形式名が定められている。
国鉄においては譲受当初は東京機関区に全5両（うち、広島第二機関区呉支区に1両貸渡）配属、その後、品川機関区に3両 (2, 3, 5) 、久里浜機関区に2両 (1, 4) 配属された（うち4はその後、品川区に移動）。安善駅や田浦駅での米軍向け燃料輸送用貨車の入換など、基地内に伸びる支線で入換用途に充当され軸重の軽い本形式はそれなりに活用されたが、1958年（昭和33年）以降、より大出力のDD13形が導入されたこともあり、出力の劣る本形式の価値は相対的に低下した。米軍向け燃料輸送量が激減してからは、新鶴見機関区に全5両が集結し1972年（昭和47年）には全車第一種休車指定となり、茅ヶ崎機関区の側線に放置されていたが、1974年（昭和49年）に全車廃車・解体となった。
一方、名鉄で運用されたDED8500形2両（8584, 8589）は、小牧基地への貨物線（小牧線豊山信号所と小牧基地を結ぶ貨物線。1968年廃止）、同様に岐阜基地への引込線（各務原市役所前駅付近）があった各務原線で使用された後、1958年（昭和33年）からは、老朽化した蒸気機関車や故障の多い国産ディーゼル機関車に代わって築港線などで主力機関車としてフルに活用された。変わった所では、1959年（昭和34年）の伊勢湾台風で被災した常滑線等の路線で、停電中の初期段階の復旧作業に使用されたというものがあり、旧型ながら高い信頼性を評価された。名古屋臨海鉄道の開業に伴い使用を終え、1966年（昭和41年）にフィリピン国鉄へ売却された。
フィリピン国鉄においては、8500形および4500形として1978年12月まで運用されたのち、1992年頃までマニラ近郊のカローカンの同国鉄工場で保管されていた。なお、本形式は新製当初フィリピンで運用されていたため、この2両は同国へ出戻りするという形態となり、1966年から1973年にかけては同時に製造されたもののフィリピンに残留したNo.8590,8591の2両とともに運用された。
八幡製鐵ではD402と称し、八幡 - 戸畑間の製鉄所専用鉄道で緩急車代用として使用されていたことが確認されている。1967年3月解体。